# Gallina sedosa

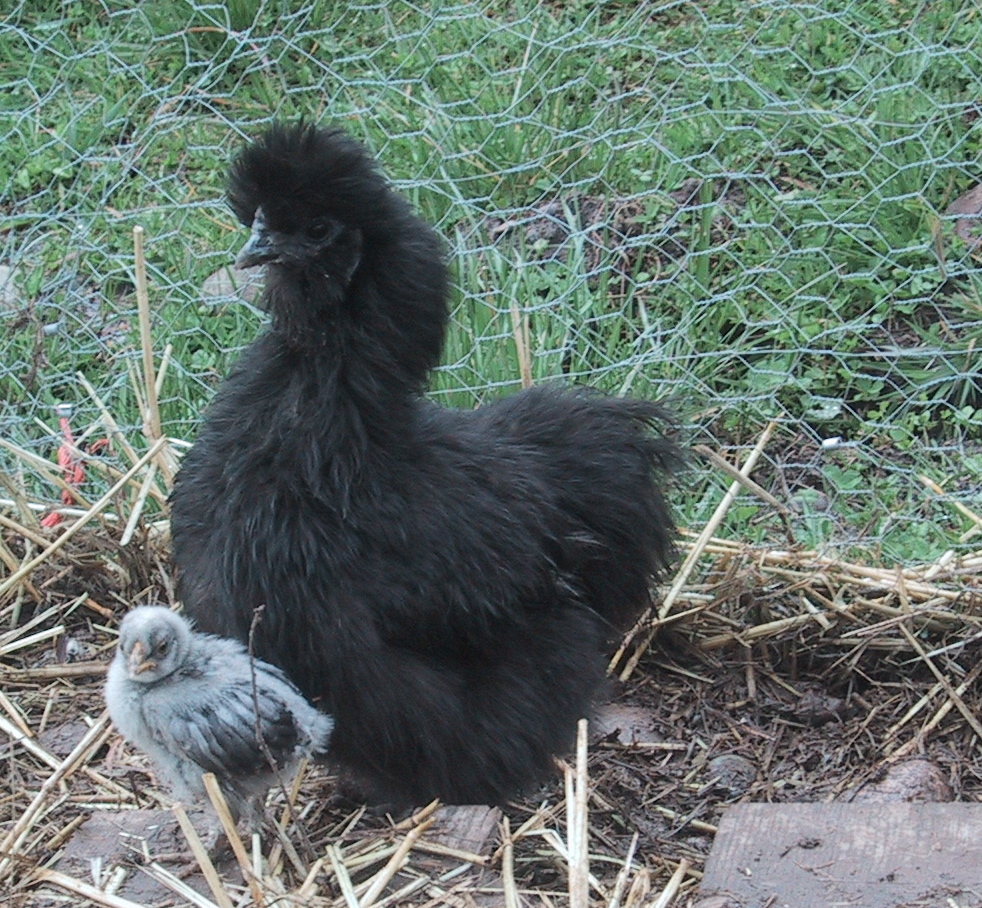
Una gallina sedosa negra y una polluela no sedosa. La raza es conocida por su capacidad de crianza y maternidad.

La gallina sedosa, también conocida como sedosa de Japón o sedosa de China, es una raza de pollo llamada así por su plumaje atípicamente mullido, que se dice que se siente como seda y satén. Tiene otras varias cualidades inusuales, como piel y huesos negros, lóbulos de oreja azules y cinco dedos en cada pie, mientras que la mayoría de las gallinas solo tienen cuatro. A menudo se exhiben en espectáculos de aves de corral y aparecen en varios colores. Además de sus características físicas distintivas, son bien conocidas por su temperamento tranquilo y amigable. Se encuentran entre las aves más dóciles. Son excepcionalmente cluecas y cuidan bien a las crías. A pesar de que ponen solo unos tres huevos por semana, se usan comúnmente para incubar huevos de otras razas y especies de aves debido a su naturaleza clueca. Las gallinas sedosas son muy fáciles de mantener como mascotas y adecuadas para niños, pero como cualquier mascota, deben manejarse con cuidado.

## Historia
Se desconoce exactamente dónde o cuándo aparecieron por primera vez estas aves con su combinación singular de atributos, pero el punto de origen mejor documentado es la antigua China (de ahí viene el nombre para el ave, Gallina de seda china o Gallina China). Otros lugares en el Sudeste Asiático han sido nombrados como posibles orígenes, como la India y Java. El primer relato escrito sobreviviente mencionando las gallinas sedosas proviene de Marco Polo, quien escribió sobre un "pollo peludo" en el siglo XIII durante sus viajes por Asia. En 1598, Ulisse Aldrovandi, un escritor y naturalista de la Universidad de Bolonia, Italia, publicó un tratado integral sobre pollos que todavía se lee y admira hoy en día; en él, habló sobre "pollos con lana" y como "vestidos con pelo como el de un gato negro".

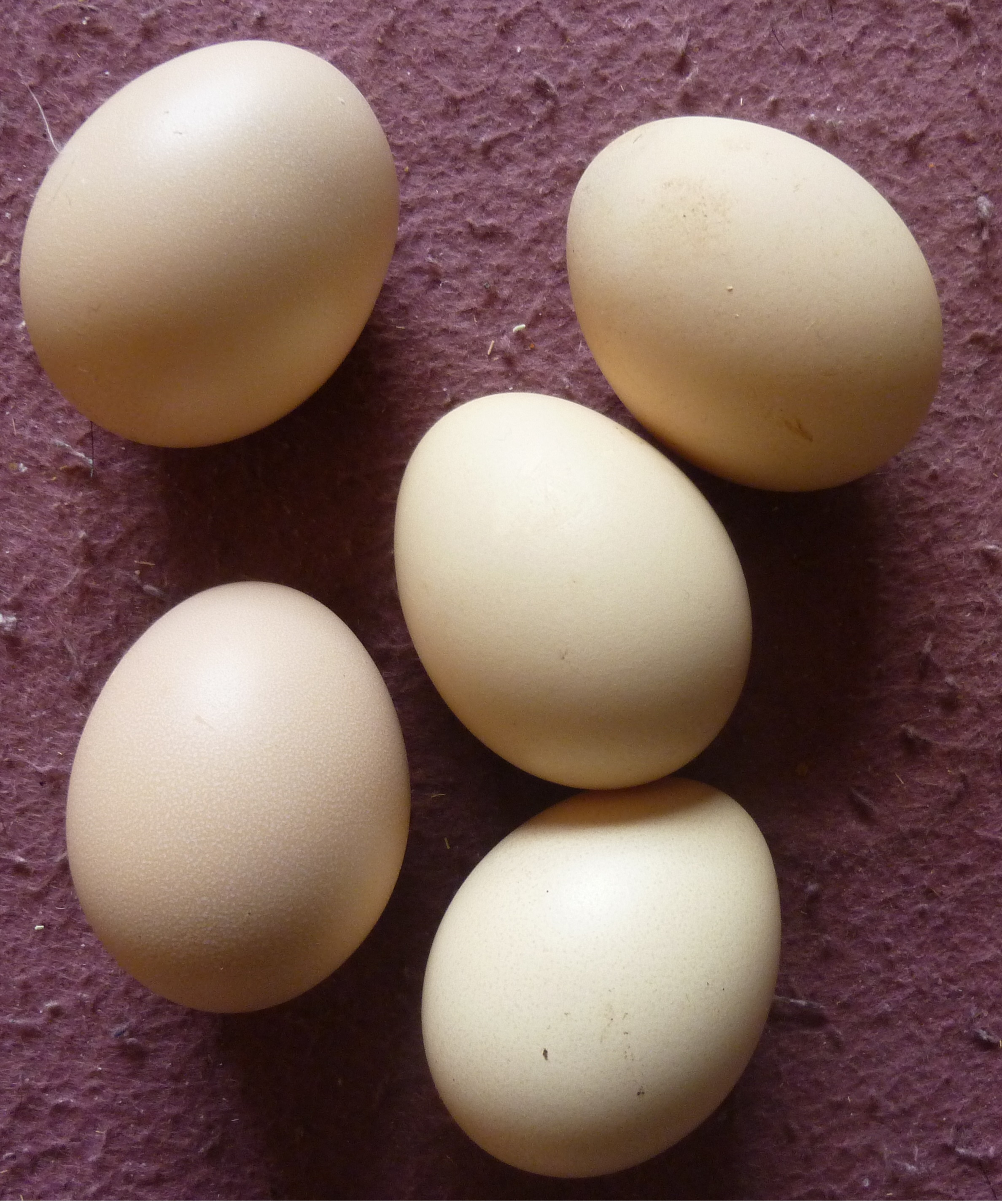
Huevos de Gallina sedosa.

Lo más probable es que las gallinas sedosas se dirigieran al oeste a través de la Ruta de la seda y el comercio marítimo. La raza fue reconocida oficialmente en América del Norte con aceptación en el Estándar de Perfección en 1874. Hasta que las gallinas sedosas se hicieron más comunes en Occidente, se perpetuaron muchos mitos sobre ellas. Los primeros criadores holandeses les dijeron a los compradores que eran híbridos de pollos y conejos, mientras que los espectáculos de rarezas las promocionaron como si tuvieran un pelaje real de mamífero.
En el siglo XXI, las gallinas sedosas son una de las razas ornamentales de pollo más populares y ubicuas. A menudo los criadores las mantienen como aves ornamentales o gallinas mascota, y también se usan comúnmente para incubar y criar crías de otras gallinas y aves acuáticas como patos y gansos y aves de caza como codornices y faisanes.

## Características
Las gallinas sedosas se consideran una raza de gallo pequeño en algunos países, pero esto varía según la región y muchos estándares de raza los clasifican oficialmente como aves grandes; la gallina sedosa es en realidad una variedad separada la mayor parte del tiempo. Casi todas las cepas norteamericanas de la raza son de tamaño de gallo pequeño, pero en Europa el tamaño estándar es la versión original. Sin embargo, incluso las sedosas estándar son pollos relativamente pequeños, con los machos pesando solo 1,8 kg, y hembras que pesan 1,36 kg. El estándar estadounidense de perfección exige machos que pesen 36 onzas (1 kg) y hembras que pesan 32 onzas (910 gramos).

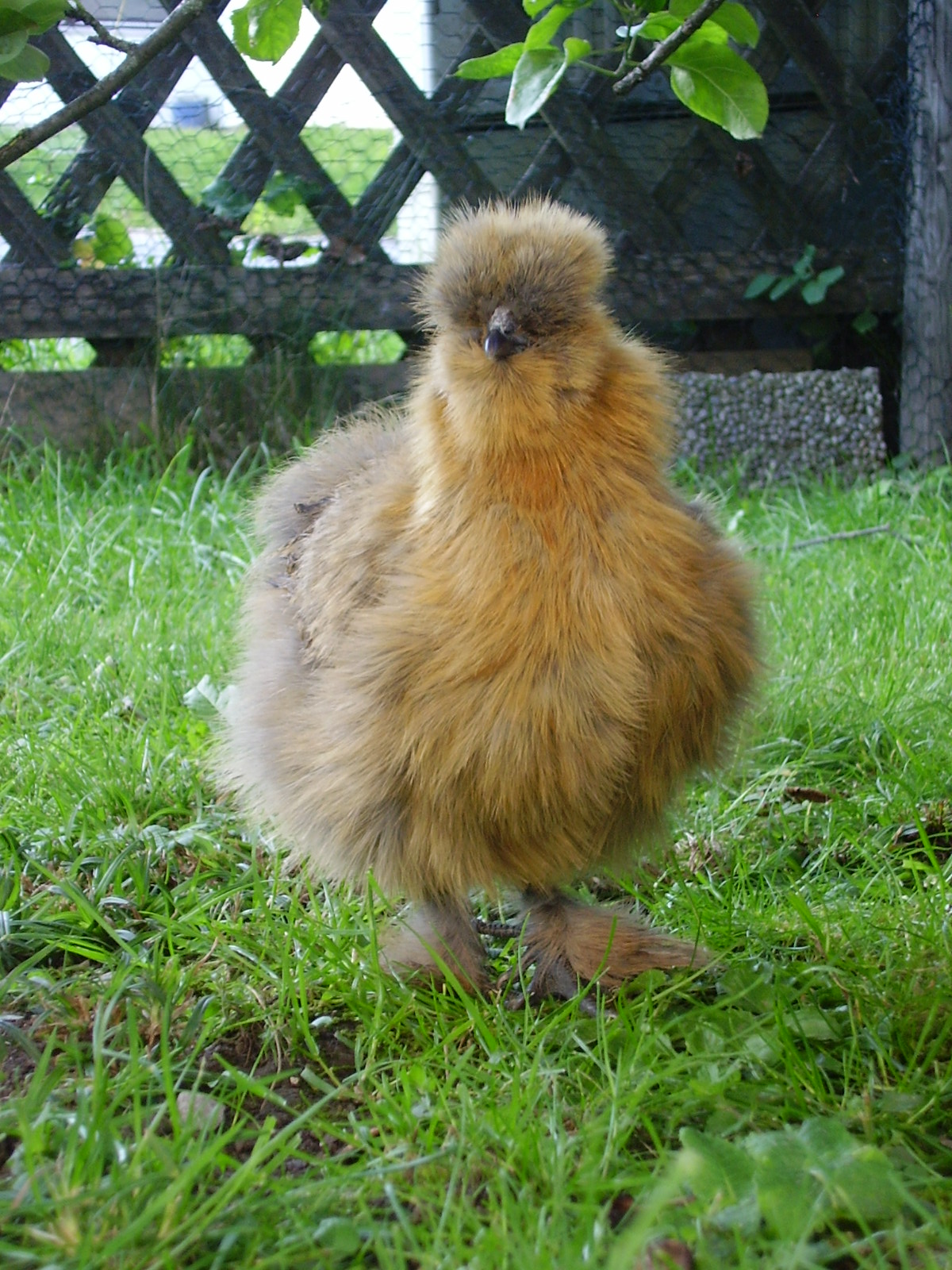
Una gallina sedosa de color perdiz.

El plumaje de la sedosa alguna vez fue único entre las razas de pollo, sin embargo, en los últimos años, el plumaje de seda se ha desarrollado en varias razas, principalmente en el Chabo, que ahora está estandarizado en Gran Bretaña y los Países Bajos. Se ha comparado con la seda y con la piel. El resultado general es una apariencia suave y esponjosa. Sus plumas carecen de barbillas funcionales y, por lo tanto, son similares a los plumones de otras aves. Esta característica deja a las sedosas incapaces de volar.
Las sedosas aparecen en dos variedades distintas: barbudas y no barbadas. Las sedosas barbudas tienen un manguito extra de plumas debajo del área del pico que cubre los lóbulos de las orejas. También se separan según el color. Los colores de las sedosas reconocidos en exhibición competitiva incluyen negro, azul, beige, gris, perdiz y blanco. También existen matices alternativos, como cuco, lavanda, rojo y moteadas. Las normas de la llamada perfección para todas las sedosas exigen una pequeña cresta en forma de nuez, barbas oscuras y lóbulos de las orejas turquesa-azules. Además de estas características definitorias, las sedosas tienen cinco dedos en cada pie. Otras razas que exhiben este rasgo raro incluyen la Dorking, Faverolles y Sultán.
Todos las sedosas tienen piel negra o azulada, huesos y carne negra grisácea; su nombre en idioma chino es wu gu ji (烏骨雞), que significa 'pollo con huesos negros'. El melanismo que se extiende más allá de la piel hacia el tejido conectivo en un animal es un rasgo raro, y en los pollos es causado por la fibromelanosis, que es una mutación rara que se cree que comenzó en Asia. La sedosa y varias otras razas descendientes del ganado asiático poseen la mutación. Sin tener en cuenta el color, la raza generalmente no produce tanto como las razas de carne de pollo más comunes.
Las sedosas ponen una buena cantidad de huevos, de un color crema, pero la producción a menudo se interrumpe debido a su extrema tendencia a convertirse en cluecas; una gallina producirá 100 huevos en un año ideal. Su capacidad de incubación, que se ha criado selectivamente de la mayoría de las aves criadas especialmente para la producción de huevos, a menudo es explotada por los criadores de aves de corral al permitir que sedosas críen la descendencia de otras aves. Además de ser buenas madres, las sedosas son mundialmente famosas por su temperamento tranquilo y amigable. Les va bien en confinamiento e interactúan muy bien con los niños. Esta docilidad puede hacer que las sedosas sean intimidadas por aves más activas o agresivas cuando se mantienen en bandadas mixtas.

### Pollos pequeños

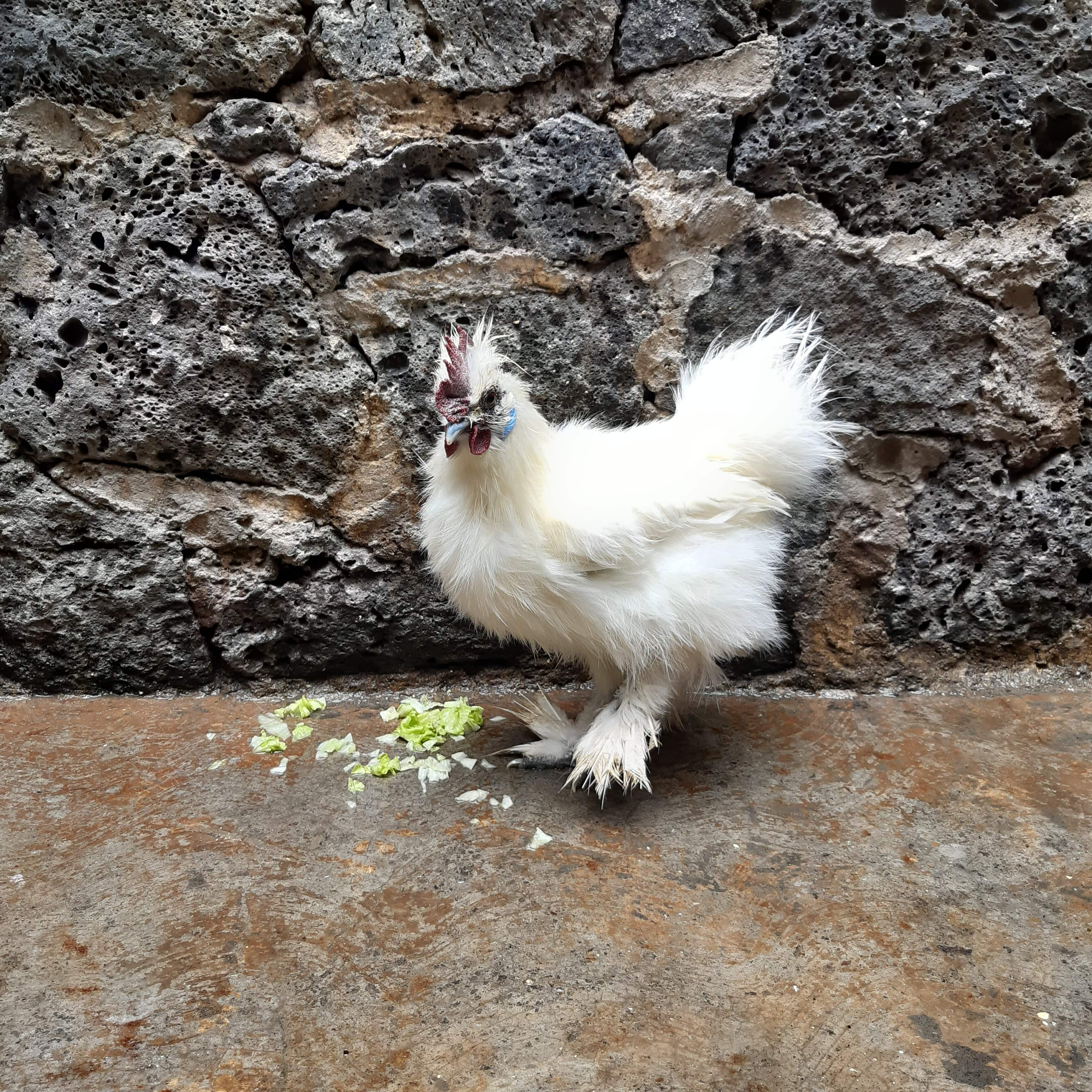
Gallo sedoso de 7 meses de México.

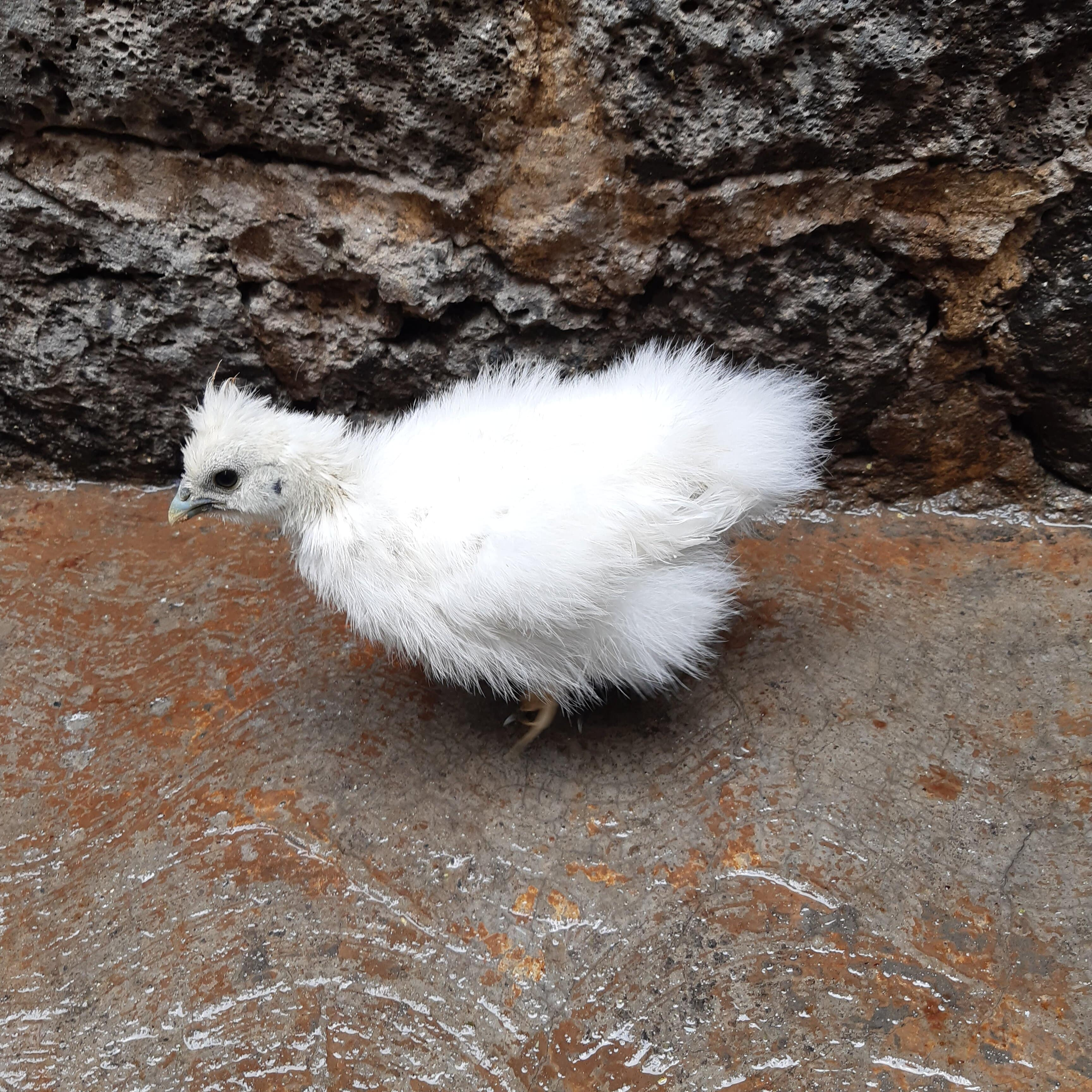
Pollito Sedoso de 6 meses

En el American Standard of Perfection, el peso estándar para el gallo sedoso es 1 kg (36 oz) para la hembra, 907 g (32 oz). El estándar australiano de aves de corral y el estándar británico de aves de corral exigen pollos pequeños sedosos mucho más pequeños; en Australia, los pesos estándar son 680 g (25 oz) para machos y 570 g (20 oz) para las hembras. El peso estándar británico para el gallo sedoso es 600 g (22 oz) para machos y 500 g para hembras (18 onz).

## En la cocina

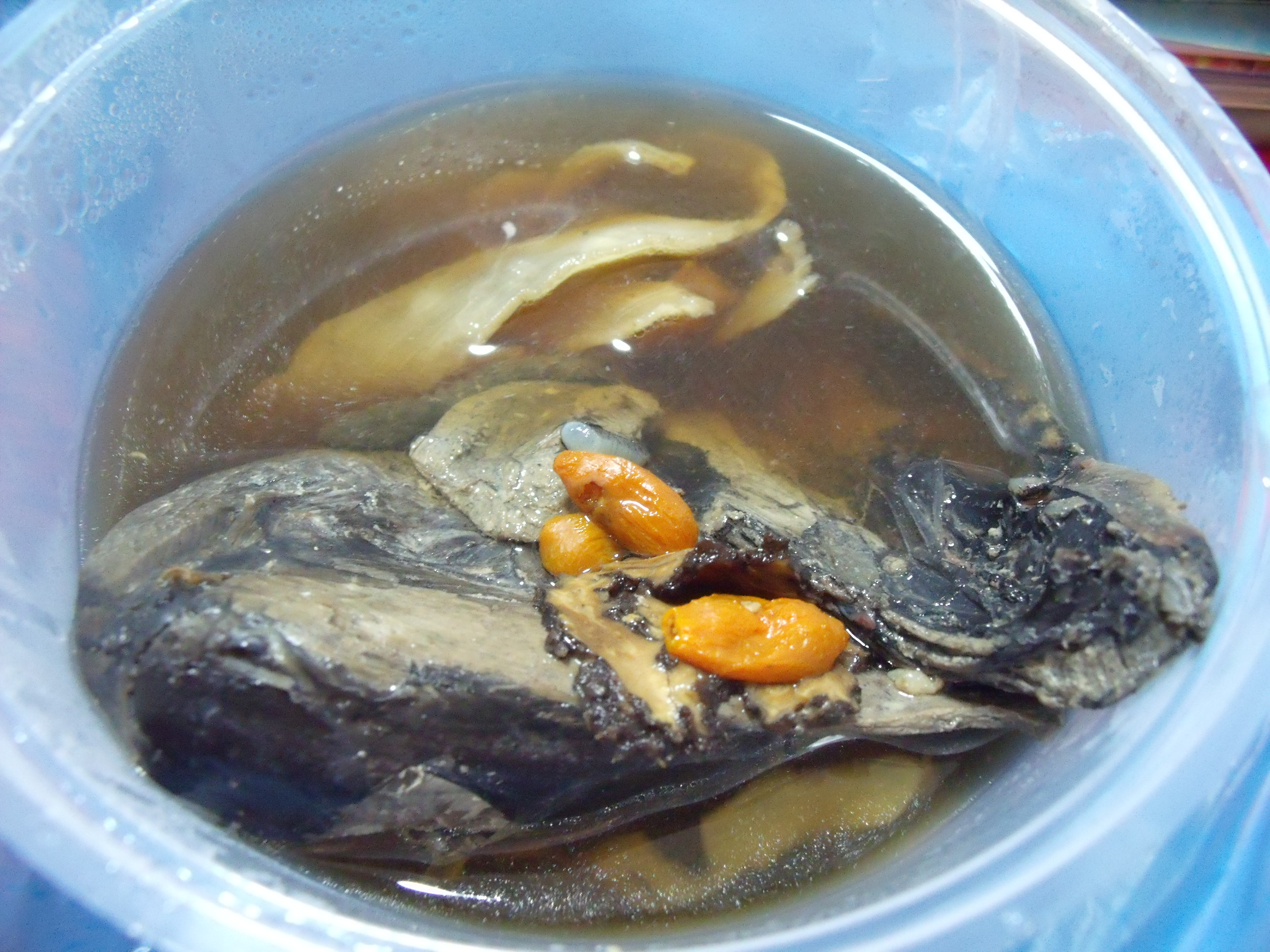
Sopa de gallina sedosa vendida en Bukit Batok, Singapur.

La carne negra de la sedosa generalmente se considera un atributo inusual en las cocinas europeas y americanas. En contraste, varias cocinas asiáticas consideran la carne de la gallina sedosa como un alimento gourmet. La cocina china valora especialmente la raza, pero también es un ingrediente común en algunos platos japoneses, camboyanos, vietnamitas y coreanos. Las áreas donde la cocina china ha tenido una fuerte influencia, como Malasia, también pueden cocinar gallina sedosa. Ya en el siglo VII, la medicina tradicional china sostuvo que la sopa de pollo hecha con carne de gallina sedosa es un alimento curativo. Los métodos habituales de cocción incluyen el uso de la gallina para hacer caldo, estofado y curry. La sopa tradicional china hecha con sedosa también utiliza ingredientes como gojis, Dioscorea polystachya (camote de montaña), cáscara de naranja y jengibre fresco. Algunos restaurantes de cocina fusión en áreas metropolitanas de Occidente también lo han cocinado como parte de la cocina tradicional estadounidense o francesa, como en confit. 